# 书剑恩仇录
《書劍恩仇錄》是金庸筆下第一本武侠小说，已经被多次改编成剧本拍成电影和电视剧。
時間是在清朝乾隆年間。出場的真實歷史人物包括乾隆帝、陈世倌、兆惠、福康安等。
與《飛狐外傳》有關連。

## 寫作緣起
1954年1月17日，吳公儀（吳氏太極拳）與陳克夫（白鶴派）在香港舌戰多月，到澳門擺擂台比武，名義是為當年石硤尾大火籌款。比賽草草收場，引發坊間談論不斷，引發梁羽生在《新晚報》連載《龍虎鬥京華》，故金庸在《新晚報》連載《書劍恩仇錄》。由此一場澳門的武鬥開創武俠小說高潮。

## 故事大綱
故事講述清朝乾隆年間，反清幫會「紅花會」一眾頭目的事蹟。
乾隆年間，江湖上勢力最雄厚的反清幫會為紅花會，其時總舵主于萬亭身故，遺命立天池怪俠袁士霄之弟子，也是自己義子的陳家洛接任。紅花會內外香堂十三名頭目領命遠赴回疆迎接陳家洛，其間四當家奔雷手文泰來因掌有皇帝身世的秘密，而遭遇朝廷眾高手追捕，連番力戰下不敵被擒。陳家洛與其餘頭目合力營救，過程中認識一群為了奪回部聖物而與朝廷對抗的回部英雄，彼此互助，結成生死之盟。此外又巧遇武當高手「綿裏針」陸菲青、鐵膽莊主周仲英等英雄，相互結交，終在連番波折後，成功救出文泰來，並得知皇帝身世之秘。
原來當時的皇帝愛新覺羅弘曆（即慣稱的「乾隆皇」）本為漢人，襁褓時被當時的四皇子胤禛以女嬰換去，此後即被當作胤禛之子，並繼承皇位，而乾隆的真正身份竟是陳家洛的親哥哥，女嬰則是陳家洛所稱的大姊。前紅花會總舵主于萬亭正因得知此事，希望以此為契機，藉由乾隆改服漢人衣冠，一舉推翻滿清皇朝，故此遺命眾人擁立乾隆親弟陳家洛為紅花會之主，一則動之以親情，二則以此為脅，謀舉大事。紅花會眾頭目為成其事，遂傾全幫之力，連同陸菲青、周仲英等人，合力擒獲乾隆，並最終訂下反滿復漢之盟。正當眾人心慶大事可期之際，卻傳來朝廷與回部大舉開戰的消息，為全義氣，眾人遂火速赴援。回部一戰，讓陳家洛邂逅回部美女香香公主喀絲麗，相互許下終身之約，又得悟曠世武學，武功大進，並以此撃敗生平第一強敵火手判官張召重。
重回中原後，竟傳來消息謂皇帝欲納香香公主為妃。陳家洛得訊即與乾隆聯絡，欲相告與香香公主已訂婚盟之事，卻反遭乾隆以復興大事為脅，迫其幫助勸說香香公主入宮為妃，陳家洛終無奈答允。爾後卻突然傳來香香公主自殺而死的惡耗，眾人心痛之餘，又得悉乾隆背棄盟約，欲將眾人連同陳家洛一舉擒殺。其時正值紅花會群雄大會京師，遂與大內眾高手決一死戰，硬闖突圍。此後陳家洛心傷愛人慘死，又感復興無期，意興闌珊，遂與紅花會群雄豹隱回疆。

## 主要角色
- 陈家洛 ( 男 ) —— 男主角，漢人官员陳世倌第三子，紅花會總舵主于萬亭之義子。師从天池怪侠袁士霄，武器為九條珠索（打穴）和剑盾，後繼任于萬亭為總舵主。
- 霍青桐 ( 女 ) ——女主角， 回部首领木卓伦长女，外號「翠羽黃衫」，天山派天山雙鷹之弟子。
- 文泰來 ( 男 ) —— 紅花會的四當家，外號「奔雷手」，暱稱「四哥」，在紅花會中也是數一數二的高手，擅長使用剛猛的拳法，妻子為十一當家鴛鴦刀駱冰。
- 駱冰 ( 女 ) —— 紅花會十一當家，綽號「鴛鴦刀」，暱稱「冰妹」，丈夫為四當家奔雷手文泰來。
- 余魚同 ( 男 ) —— 紅花會十四當家。形象英俊瀟灑，一表人才。擅長笛，武器即是一根以金鑄造的笛子，曾中秀才，因此被譽為「金笛秀才」。起初暗戀四嫂駱冰，後走出不倫之戀，與師妹李沅芷相戀。
- 李沅芷 ( 女 ) —— 浙江提督李可秀 ( 虛構人物 ) 之女。李沅芷清秀可人，會武功，師承陸菲青，喜歡女扮男裝，性格精靈刁蠻，擅出鬼點子，是個正義的小俠女，與余魚同相戀。
- 喀絲麗 ( 女 ) —— 回部首领木卓伦次女，霍青桐之妹，人稱「香香公主」。
- 乾隆帝 ( 男 ) —— 滿清皇帝，实为漢官陈世倌长子，陳家洛之親兄，化名東方耳。

## 出版情况
1955年在香港《新晚報》发表，連載一年。曾以《書劍江山》為名出版（臺灣《聯合報》連載時亦用此標題）。新修版於2002年推出，除部分內容有所修訂外，第二十回後更增補一章魂歸何處，約五千多字，「從陳家洛口中，引出金庸對於人生、情愛、民族的種種深刻思索」。

### 譯本
- 英譯：， 翻譯，閔福德（John Minford）和 編輯，2005年由牛津大學出版社出版。
- 日本德間書店於1996年10月至1997年1月間出版的金庸武俠小説日譯本第一波作品，由岡崎由美翻譯，全4冊。2001年4月至2001年5月另發行文庫版全4冊。

## 小說回目
全書共二十回，另附一篇後記：
- 第一回　　古道騰駒驚白髮　危巒快劍識青翎
- 第二回　　金風野店書生笛　鐵膽荒莊俠士心
- 第三回　　避禍英雄悲失路　尋仇好漢誤交兵
- 第四回　　置酒弄丸招薄怒　還書貽劍種深情
- 第五回　　烏鞘嶺口拚鬼俠　赤套渡頭扼官軍
- 第六回　　有情有義憐難侶　無法無天振饑民
- 第七回　　琴音朗朗聞雁落　劍氣沉沉作龍吟
- 第八回　　千軍嶽峙圍千頃　萬馬潮洶動萬乘
- 第九回　　虎穴輕身開鐵銬　獅峰重氣擲金針
- 第十回　　煙騰火熾走豪俠　粉膩脂香羈至尊
- 第十一回　高塔入雲盟九鼎　快招如電顯雙鷹
- 第十二回　盈盈彩燭三生約　霍霍青霜萬里行
- 第十三回　吐氣揚眉雷掌疾　驚才絕艷雪蓮馨
- 第十四回　密意柔情錦帶舞　長槍大戟鐵弓鳴
- 第十五回　奇謀破敵將軍苦　兒戲降魔玉女瞋
- 第十六回　我見猶憐二老意　誰能遣此雙姝情
- 第十七回　為民除害方稱俠　抗暴蒙污不愧貞
- 第十八回　驅驢有術居奇貨　除惡無方從佳人
- 第十九回　心傷殿隅星初落　魂斷城頭日已昏
- 第二十回　忍見紅顏墮火窟　空餘碧血葬香魂

## 改編作品

### 電影
- 1960年，《書劍恩仇錄》，共3集，香港峨嵋電影公司，導演／編劇李晨風，監製邵柏年，張瑛飾陳家洛／乾隆，紫羅蓮飾霍青桐，容小意飾香香公主，馬金鈴飾李沅芷，梁素琴飾駱冰，陳錦棠飾文泰來，石燕子飾余魚同，石堅飾張召重，楊業宏飾陸菲青，林蛟飾徐天宏，上官筠慧飾周綺，黃楚山飾周仲英，何少雄飾木卓倫，陳翠萍飾玉如意。

- 1967年，《儒俠》，香港邵氏電影，導演高立，張翼、虞慧、舒佩佩主演。

- 1976年，《萬法歸宗一少林》，香港協利公司，導演陈少鹏，古龍（即金童）飾陳家洛，白鷹飾乾隆，秦之敏飾香香公主。情節有很大程度的修改，紅花會變為忠義會，前任總舵主為陳世倌。[2]

- 1981年，《書劍恩仇錄》，香港邵氏電影，導演楚原，狄龍飾陳家洛，白彪飾乾隆。

- 1987年，《書劍恩仇錄》，《香香公主》，香港銀都機構有限公司，導演許鞍華（因片長過長而分為兩部電影分別上映）。

### 網路電影
- 2023年，《書劍恩仇錄》，中國天迈文化传媒，導演刘彬杰，李明轩，崔真真，王季明珠，刘峰超，浦帅，冷昊泽，董劭辉，康恩赫，杜玉明，何中华主演

### 電視劇
| 年份     | 1976       | 1984     | 1987       | 1992       | 1994       | 2002       | 2008       |
| 名稱     | 书剑恩仇录 | 书剑江山 | 书剑恩仇录 | 书剑恩仇录 | 书剑恩仇录 | 书剑恩仇录 | 书剑恩仇录 |
| 電視台   | 無綫電視   | 台灣電視 | 無綫電視   | 臺灣華視   | 大陸央視   | 臺灣中視   | 湖南电广   |
| 地區     | 香港       | 台灣     | 香港       | 台灣       | 中國大陸   | 台灣       | 中國大陸   |
| 集數     | 60         | 11       | 28         | 48         | 32         | 40         | 40         |
| 監製     | 王天林     | 范守義   | 李添勝     |            |            | 李國立     |            |
| 角色     | 演員       | 演員     | 演員       | 演員       | 演員       | 演員       | 演員       |
| 陈家洛   | 郑少秋     | 游天龙   | 彭文坚     | 何家劲     | 黄海冰     | 赵文卓     | 乔振宇     |
| 乾隆     | 郑少秋     | 游天龙   | 任達華     | 沈孟生     | 王卫国     | 陈昭荣     | 郑少秋     |
| 福康安   | 郑少秋     |          | 彭文坚     |            |            |            | 乔振宇     |
| 霍青桐   | 汪明荃     | 森森     | 羅慧娟     | 刘雪华     | 王菁华     | 关咏荷     | 周丽淇     |
| 喀絲麗   | 余安安     | 杨丽音   | 梁珮玲     | 傅娟       | 杨钫涵     | 颜颖思     | 刘颖       |
| 余鱼同   | 夏雨       | 湯秦     | 吴启华     | 邵昕       | 王志飞     | 谢君豪     | 吴浩康     |
| 李沅芷   | 黄淑仪     | 斑斑     | 黎美嫻     | 于佳卉     | 曹颖       | 孙莉       | 路晨       |
| 文泰来   | 朱江       | 蔡弘     | 石修       | 叶飞       | 杨凡       | 吕良伟     | 刘乃艺     |
| 骆冰     | 李司棋     | 茅瑛     | 陈敏儿     | 金玉岚     | 马丽       | 陈孝萱     | 齐芳       |
| 张召重   | 石坚       | 田豐     | 岳华       | 龙隆       | 赵箭       | 郭亮       | 李东霖     |
| 于万亭   | 張活游     | 龍飛     | 白英       | 范鴻軒     | 吴卫东     | 張鐵林     | 刘德凯     |
| 陆菲青   | 关海山     | 盧迪     | 劉江       | 鄭少峰     | 张彤       | 陽光       | 董志华     |
| 无尘道长 | 吳桐       |          | 關菁       | 祝嘉正     | 权宇       | 張巍       | 贺生伟     |
| 赵半山   | 黄新       |          | 秦煌       | 關洪       | 赵军       | 吳越       | 张平       |
| 徐天宏   | 伍卫国     | 張英碩   | 廖启智     | 楊力       | 陈继铭     | 梁荣忠     | 李东学     |
| 周绮     | 高妙思     | 上官明莉 | 商天娥     | 韓妮       | 米粒       | 鐘琴       | 李呈媛     |
| 袁士霄   |            | 易原     | 關海山     |            | 刘长生     | 梁家仁     | 梁家仁     |
| 陈正德   | 袁小田     |          | 甘國衛     |            |            | 徐錦江     | 黃一飛     |
| 关明梅   | 鄭孟霞     |          | 白茵       |            |            | 隋永清     | 元秋       |
| 周仲英   | 李鵬飛     | 萬傑     | 吳孟達     | 江洋       |            | 李慶祥     | 王岗       |
| 周夫人   | 鄭少萍     | 鄭孝緯   | 胡美儀     |            |            | 王小紅     | 童小梅     |
| 周英杰   | 严秋华     |          |            |            |            |            | 郑伟       |
| 常赫志   | 羅雲       |          | 何禮男     | 蔡文星     |            | 郭常輝     | 谭建昌     |
| 常伯志   | 徐光明     |          | 蘇漢生     |            |            | 金明       | 钟亮       |
| 杨成协   | 谈泉庆     |          | 朱鐵和     |            |            | 趙小左     | 徐小明     |
| 卫春华   | 關聰       |          | 李成昌     |            |            | 賈延鵬     | 吴元俊     |
| 章进     | 卢海鹏     | 馬紀仁   | 张雷       | 李又麟     |            | 毛虎       | 卢誉文     |
| 石双英   | 黄元申     | 潘彰明   | 麥子雲     | 許文銳     |            | 過齊鳴     | 赵冬柏     |
| 蒋四根   | 吳孟達     | 余松照   | 曾偉明     | 吳世陽     |            | 車根       | 张凯       |
| 心砚     | 楊志恆     |          | 张卫健     | 謝君良     | 郝伟       | 馮鵬飛     |            |
| 马真     | 何璧堅     |          | 張英才     |            |            |            | 崔嵬       |
| 木卓伦   | 江毅       | 凡偉     | 白文彪     | 賀軍政     |            | 德力格爾   | 徐向东     |
| 李可秀   | 羅國維     | 胡光     | 駱應鈞     | 顧寶明     | 薛文成     | 何桂林     | 公方敏     |
| 兆惠     |            | 韓江     | 談泉慶     |            | 陈之辉     | 孫長江     | 王迎奇     |
| 白振     | 江圖       |          | 葉天行     | 王惠五     | 范立强     | 盧勇       | 杨升       |
| 玉如意   | 狄波拉     |          | 戚美珍     |            | 于月仙     | 徐路       | 杨敏       |
| 布倩佳   |            |          |            |            |            |            | 游雅惠     |

### 廣播劇
- 1999年，香港電台，共32集，於《十一點半午夜場》節目時段內播出。

內容簡介
述中國清朝乾隆年間，民間反清復明組織「紅花會」與朝廷抗爭的故事，本故事採用了「乾隆是漢人」的傳說，借乾隆這個人物，寫出了既得權力和民族仇恨之間的矛盾。
製作
監製姚秀鈴
編導曾月娥
編劇陳七。
主題曲
《書中劍影》
作曲、填詞、主唱：杜雯惠
聲演
謝君豪 飾 乾隆帝
梁詠琪 飾 香香公主
彭　晴 飾 霍青桐
周國豐 飾 陳家洛
余世騰 飾 無塵道人
熊良錫 飾 文泰來
朱曼子 飾 駱　冰
莫家駒 飾 常伯志
龍天生 飾 常赫志
翟耀輝 飾 徐天宏
車森梅 飾 周　綺
華　夫 飾 衛春華
李建良 飾 章進
蔡浩樑 飾 余魚同
王祖藍 飾 心　硯
鍾一鳴 飾 陸菲青
葉韻怡 飾 李沅芷
盧　雄 飾 李可秀
周永坤 飾 白　振（金爪鐵鉤）
丁家湘 飾 張召重
周國豐 飾 福康安
曾永強 飾 周仲英（鐵膽莊）
丁　茵 飾 周大奶奶（鐵膽莊）
戴偉光 飾 王維揚（威震河朔）
謝月美 飾 雪鵰·關明梅（天山雙鷹）
傅菁葦 飾 禿鷲·陳正德（天山雙鷹）
施介強 飾 言伯乾
莫家駒 飾 滕一雷（關東六魔）
林友榮 飾 顧金標（關東六魔）
葉偉麟 飾 哈合台（關東六魔）
其他參與演員：陳炳球、劉雪明、何國雄、吳忠泰、譚漢華、溫泉、阮德鏘等。

## 外部連結
- 經典重溫頻道 金庸武俠天地—《書劍恩仇錄》（页面存档备份，存于）（廣播劇）